# Harald Ehrig
Harald Ehrig (n. 6 noiembrie 1949, Zwickau, Land Sachsen⁠(d), RDG) este un sănier ce a reprezentat Germania, medaliat olimpic. A participat la o ediție a Jocurilor Olimpice (1972) în care a câștigat o medalie de argint.

## Participări
Lista de mai jos prezintă principalele competiții la care a participat Harald Ehrig de-a lungul carierei.
- Sanie la Jocurile Olimpice de iarnă din 1972 – simplu masculin[*]